# تروشنی
تروشنی (به لاتین: Truşeni) یک منطقهٔ مسکونی در مولداوی است که در کیشیناو واقع شده‌است.

## خصوصیات
تروشنی ۱۵ کیلومترمربع مساحت و ۸٬۵۰۰ نفر جمعیت دارد.